# Adalbert Leitner
Adalbert Leitner (Mittelberg, 12 giugno 1942 – Mont-Tremblant, 10 agosto 2015) è stato uno sciatore alpino austriaco naturalizzato tedesco che gareggiò per le nazionali austriaca e tedesca occidentale.

## Biografia
Sciatore polivalente originario di Mittelberg, comune austriaco raggiungibile soltanto dalla Germania, Adalbert Leitner era fratello di Hias e Ludwig, a loro volta sciatori alpini; a inizio carriera gareggiò per la nazionale tedesca occidentale e debuttò in campo internazionale in occasione delle gare di Rottach-Egern del 7-8 marzo 1959, classificandosi 15º nella discesa libera e 26º nello slalom speciale. Nel 1962 si piazzò 2º nella discesa libera del trofeo dell'Hahnenkamm sulla pista Streif di Kitzbühel (20 gennaio).
Dopo esser passato alla nazionale austriaca, nel 1963 fu 3º nella discesa libera dell'Otto Furrer memorial (Zermatt, 15-17 marzo); disputò le sue ultima gare internazionali in occasione del trofeo Pokal Vitranc 1965 (Kranjska Gora, 27-28 febbraio), dove si classificò 15º nello slalom gigante e 9º nello slalom speciale, e chiuse la carriera ai Campionati austriaci di quell'anno (Axamer Lizum, 5-7 marzo), dove vinse la medaglia di bronzo nella discesa libera. Non prese parte a rassegne olimpiche o iridate.

## Palmarès

### Campionati austriaci
- 1 medaglia:
  -  1 bronzo (discesa libera nel 1965)[senza fonte]

### Campionati tedeschi
- 1 oro (combinata nel 1961)[8]